# Styfstorpet
Styfstorpet är ett soldattorp i Voxsätter, Bollnäs socken, Hälsingland, som sedan 1996 är byggnadsminne.
Per Styf inträdde 1811 i tjänst som soldat vid Hälsinge regemente i Mohed och torpet uppfördes av honom själv, troligen i samband med hans gifte 1818. Efter att han blivit korpral och gratialist 1846 övertogs torpet av sonen Johan Styf som också blev soldat. Efter den sistnämndes död ärvdes torpet av sonen Olof, sergeant men inte indelt soldat.

## Galleri

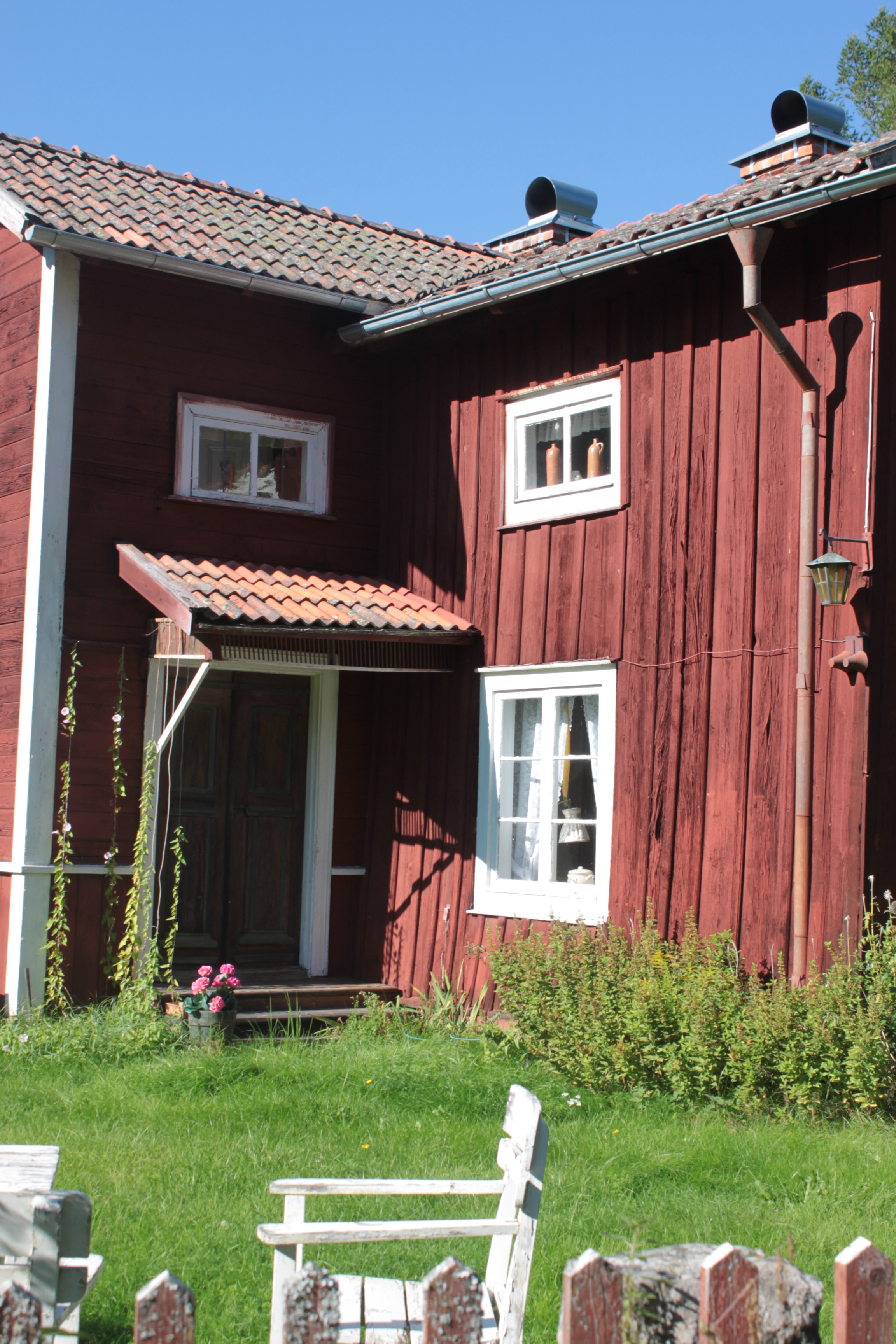
Ingången till Styfstorpet.
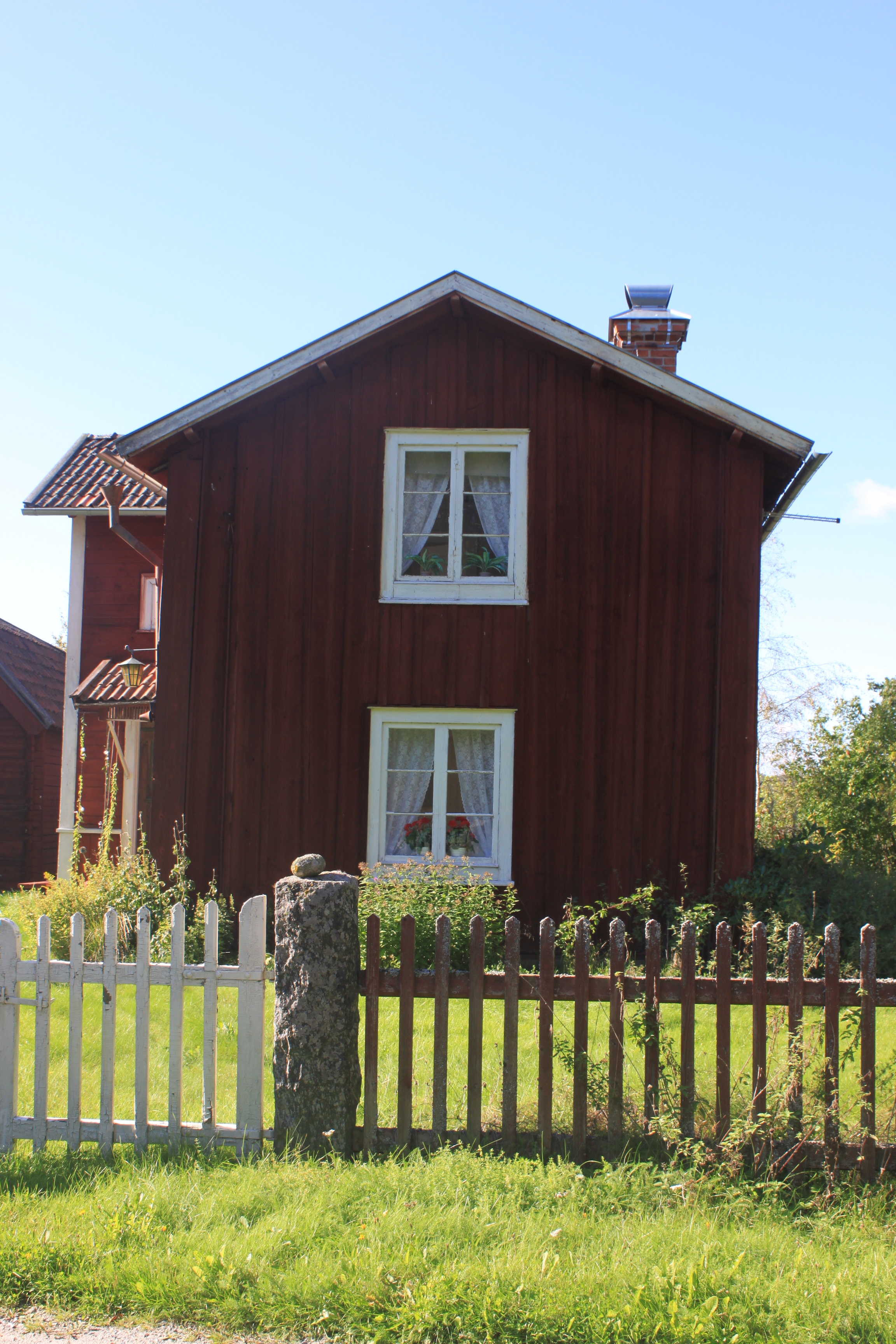
Kortsidan av Styfstorpet, med grind och staket.